# 沢田桂太郎
沢田 桂太郎（さわだ けいたろう、1998年1月21日 - ）は、宮城県宮城郡利府町出身の自転車競技選手。2025年はスパークルおおいたレーシングチームに在籍しつつ競輪選手を目指す。

## 来歴
東北高校を卒業しトップアスリート推薦で日本大学スポーツ科学部入学。日本大学3年の時に、ジャカルタ・パレンバンアジア大会の日本代表に選出。
第129回日本競輪選手養成所入試に合格、当面スパクール大分に所属したまま、2025年5月より日本競輪選手養成所に入所し、競輪選手とロードレーサーの2刀流を目指す。

## 年表
- 2015年
  - 2月10日 第22回アジア・ジュニア自転車競技選手権 男子ジュニア個人ロードレース（73.3km） 優勝[5]
  - 全日本選手権 ジュニア 優勝[6]
  - JOCジュニアオリンピックカップU-17 優勝[1]
  - 国体ポイントレース 優勝[1]

- 2016年
  - アジア自転車競技選手権 男子ジュニアタイムトライアル 準優勝[1]

- 2018年
  - アジア選手権・4㎞団体追い抜 優勝[7]

- 2020年
  - Jプロツアー おおいた いこいの道クリテリウム 優勝[8]

- 2021年
  - スパークルおおいたレーシングチームに移籍
  - 7月11日 JCL第4戦広島クリテリウム 優勝[9]
  - 11月8日 JCL 那須塩原クリテリウム 優勝[10]

- 2022年
  - 4月17日 JCL カンセキ宇都宮清原クリテリウム 優勝[11]
  - 10月1日 JCL おおいた いこいの道クリテリウム 優勝[12]

## 参考
- 金栄堂サポート選手 - 沢田 桂太郎

| スタブアイコン | サブスタブ | この項目は、まだ閲覧者の調べものの参照としては役立たない、スポーツ関係者に関連した書きかけの項目です。この項目を加筆・訂正などしてくださる協力者を求めています（P:スポーツ/PJ:スポーツ人物伝）。 |